# Kaltenbach Open Air
Pour les articles homonymes, voir Kaltenbach (homonymie).
 (juillet 2023).
Le Kaltenbach Open Air est un festival autrichien de musique metal qui a été créé en 2003. Il a lieu tous les ans à Spital am Semmering.

## Programmation

### Années 2000

#### 2003
Enthroned, Diabolical, Mörk gryning, Disbelief, Centinex, Belphegor, Desaster, Burden of grief, Dew-scented, Portal, Suidakra, Sear Bliss, Asmodeus, Blessmon, Bloodfeast, Contempt, Darkfall, Days of Loss, Defender KFS, Empyre, Freund Hein, Impurity, Mastic scum, Midgard, Misanthropic Might, Outrage, Plenty Suffering, Possession, Ravenhorst, Sanguis, Scarecrow, Warlords.

#### 2004
Impaled Nazarene, Tankard, Pugent Syench, Naglfar, Behemoth, Vader, Graveworm, Fleshscrawl, Gorerotted, In Battle, Dark Fortress, Hypnos, Adimiron, Trimonium, Alastor, Ars Moriendi, Autumn Clan, Decomposed Cranium, Erebos, Eventide, Evocation, Festering flesh, Goddamned X, Impurity, Infestigation, Khagan, Mortal coil, Perishing Mankind, Punishement, Sanguis, Seeds of Sorrow, Stand Ablaze, Sternenstaub, Vanitas, Violent Devoties.

#### 2005
Destruction, Dissection, Primordial, Illdisposed, Carnal Forge, Defleshed, Master, Månegarm, Aborted, Goddess of desire, Endstille, Decapitated, Soul demise, Equilibrium, Aeba, Secrets of the Moon, Fleshless, Sacrosanctum, Evenrain, Wartune, Azrael, Cremation, Darkfall, Demolition, Diabolica, Ekpyrosis, Eyetolegy, Goddamned X, In Slumber, Lords of Decadence, Lost Dreams, Olemus, Rotten Cold, Thirdmoon, Vargsriket.

#### 2006
Sodom, Carpathian Forest, Unleashed, Dismember, Lord Belial, Hatesphere, God Dethroned, Ensiferum, Moonsorrow, Koldbrann, Skyforger, Wasteform, Severe Torture, Davidian, Scornage, Tesstimony, Casketgarden, Asmodeus, Convergence, Dark Deception, Darkside, Devanic, Disastrous Murmur, Dismal, Dusk Ritual, Empyre, Hallsaw, Inzest, Legion Descends, Lunacy, Midgard Upgraded, Molokh, Morbid Breed, Outrage, Parental Advisory, Plenty Suffuring, Profound, Scarecrow N.W.A. .

#### 2007
- 13 juillet:

Raw, Varulv, Defender KFS, Erebos, Freund Hein, Obscurity, Sanguis, Goddamned X, Sarkom, Gorerotted, Týr, Dornenreich, Zyklon, Legion of the Damned, Belphegor, Dark Funeral.
- 14 juillet:

Sepsis, Misanthropic Might, Conspiracy Unmasked, Infestigation, Distorted Impalement, Wolfchant, Darkfall, Mastic Scum, Sanatorium, Avulsed, Setherial, Waco Jesus, Holy Moses, Kampfar, Vader, The Haunted.

#### 2008
18 juillet:
Gorefest, Rotting Christ, Hollenthon, Necrophobic, Graveworm, Vreid, Dew-Scented, Negura Bunget, Excrementory Grindfuckers, Inzest, Casketgarden, Bloodfeast, Return To Innocence, Veritas Mentis, Samhayn, Asathor, Folterkammer
19 juillet:
Satyricon, Samael, Grave, Marduk, Eluveitie, Urgehal, Sinister, Desaster, Fleshless, Cremation, Hatred, Suicide, Mater Monstifera, Tyrants, Brewed & Canned, Low Chi, Bereavement

#### 2009
16 juillet:
Hackneyed, Hellsaw, Paragon Belial, Goddamned X, Cremation, Noisebazooka, Scarecrow N.W.A., Prosperity Denied, Luciferi Excelsi, Epsilon
17 juillet:
Dark Tranquility, Dying Fetus, Melechesh, Rotten Sound, Dark Fortress, Vomitory, Hate, Outrage, Lost Dreams, Halor, F.O.B., Neochrome, Sole Method, Tears of Wrath
18 juillet:
Amon Amarth, Einherjer, Belphegor, Thyrfing, Absu, Evocation, Lividity, Sanguis, Parental Advisory, Scared to Death, Ultrawurscht, Infer, Stockholm Syndrom

### Années 2010

#### 2014
Sodom, Belphegor, Malevolent Creation, Nargaroth, Grave, Kampfar, Aborted, Keep of Kalessin, Nervecell, Insision, Noctiferia, Poppy Seed Grinder, Darkfall, Days of Loss, Disastrous Murmur, Fallen Utopia, Groteskh, Heathen Foray, Irdorath, La Resistance, Mastic Scum, Mortal Strike, Norikum, Ranz, Ravenous, Seduced, Senntus, Squirtophobic, Svarta, Tulsadoom, Varulv, Vinegar Hill

#### 2015
Marduk, Dark Funeral, Agalloch, Krisiun, Anaal Nathrakh, Rotting Christ, God Dethroned, Valkyrja, Benighted, Gutalax, Darkfall, Hideous Divinity, Crown, Selbstentleibung, Tortharry, Doomas, Killing Age, Sucking Leech, Mater Monstifera, Scarecrow N.W.A., The Morphean, Amongst the Deceit, Void Creation, Mortal Strike, Erebos, Prometheus, Interregnum, Among Rats, Uzziel, Enclave, Progeria Buffet, Bäd Hammer, Rectal Rooter, Dystersol, Silius

#### 2016
Exodus, Unleashed, Tankard, Insomnium, Taake, Diabolical, Impaled Nazarene, Forgotten Tomb, Skyforger, Thulcandra, Infernal Suffering, Frantic Amber, Rectal Smegma, Harakiri for the Sky, Nuclear Vomiw, Steel engraved, Abrupt Demise, Ctulu, Vulvathrone, Age of Agony, Anomalie, Asmodeus, Ebony Archways, Epsilon, Halo Creation, Insanity Alert, Monument of Misanthropy, Moros, Mortal Strike, Mosfet, Pray for Pain, Sakrileg, Stormrage, Taxidermist, Waldschrat